# Штефанова
Штефанова (слч. Štefanová) насељено је мјесто са административним статусом сеоске општине (слч. obec) у округу Пезинок, у Братиславском крају, Словачка Република.

## Становништво
| Година:    | 1994. | 2004.   | 2014.   | 2024.    |
| ---------- | ----- | ------- | ------- | -------- |
| Број људи: | 351   | 324     | 348     | 395      |
| Разлика:   |       | -7,69 % | +7,40 % | +13,50 % |

| Година:    | 2023. | 2024.   |
| ---------- | ----- | ------- |
| Број људи: | 402   | 395     |
| Разлика:   |       | -1,74 % |

Према подацима о броју становника из 2011. године насеље је имало 323 становника.